# بيت الأمير (همدان)

تعديل مصدري - تعديل

بيت الأمير هي إحدى قرى عزلة ربع همدان بمديرية همدان التابعة لمحافظة صنعاء، يبلغ تعداد سكانها 200 نسمة حسب تعداد اليمن لعام 2004.